# 佩尔瓦亚巴德站
佩爾瓦亞巴德站（羅馬化：Pervaya Pad）是俄羅斯薩哈林鐵路的一個車站，位於佩爾瓦亞巴德村（原日治時期的千歲村境內），以所在村莊名字命名。其前身為日治時期鐵道省樺太東線車站一之澤站（日语：／ Ichinosawa eki */?）。

## 歷史
- 1909年－一之澤站開業。
- 1910年－改為1067mm軌道間距。
- 1911年－豐原站～榮濱站間開通後稱之為泊榮線。
- 1941年－樺太鐵道（股份）國有化後屬於樺太東線之一站。
- 1945年8月：蘇聯紅軍侵攻、佔領南樺太後，包含車站全線均被蘇聯紅軍所接收，更為今名並沿用至今。

## 運行狀況
- 下行，落合站與敷香站各2條行駛，行駛上敷香站、行駛白浦站與行駛豐原站各1條。上行，行駛大泊站有6條與行駛大泊港站有1條。